# Lodrino (Tessin)
Pour les articles homonymes, voir Lodrino.
Lodrino est une localité et une ancienne commune suisse du canton du Tessin, située dans le district de Riviera.
Le 2 avril 2017, la commune est rattachée à la nouvelle commune de Riviera.